# London Tramways
Die London Tramways Company (LTC) war ein Nahverkehrsunternehmen in London. Die Gesellschaft betrieb von 1873 bis Jahresende 1898 normalspurige Pferdebahnstrecken sowie ab 1892 eine Kabelstraßenbahn im Süden und Südosten Londons mit einer Gesamtstreckenlänge von 39,2 Kilometern (im Rahmen des größeren Netzes der Straßenbahn London), und mehrere Pferdeomnibuslinien im Zentrum der Stadt.

## Geschichte
Am 10. August 1870 wurde die London Tramways Company in das Handelsregister eingetragen. Sie ersuchte um den Bau von Straßenbahnen im Süden Londons. Jedoch waren Konzessionen für die wichtigsten Hauptstraßen bereits anderen Gesellschaften erteilt worden. Die LTC bemühte sich daher in den Folgejahren, diese Gesellschaften aufzukaufen, was ihr erst am 28. Juli 1873 genehmigt wurde. Sie übernahm die Metropolitan Street Tramways und die Pimlico, Peckham and Greenwich Street Tramways mit deren Strecken vom südlichen Zentrum nach Clapham, Brixton, Camberwell und New Cross sowie mit der Ost-West-Strecke von der Ostseite der Vauxhall Bridge über Kennington Oval, Camberwell, Peckham, New Cross, Deptford nach Greenwich und Blackheath und der im Oktober 1872 fertiggestellten, aber noch nicht eröffneten isolierten Strecke von der Victoria Station zur Westseite der Vauxhall Bridge, insgesamt 30 Streckenkilometer. Die Strecke zur Victoria Station wurde am 20. Oktober 1873 in Betrieb genommen. Gleichzeitig mit den Strecken übernahm die LTC auch die noch nicht erfüllten Konzessionen beider Gesellschaften, von denen sie eine bis zum 28. Dezember 1874 umsetzte, nämlich die Querverbindung vom Kennington Park über Kennington Park Road, Newington Butts, Elephant and Castle, Newington Causeway, Borough High Street und durch die Great Dover Street nach Bricklayers Arms. 1888 wurde die Strecke nach Clapham über Balham nach Tooting, Tooting Bec Road verlängert. Ab dem 28. Juli des Jahres fuhren die Wagen bis Clapham, Nightingale Lane, ab 15. Dezember des Jahres schließlich bis zur Tooting Bec Road. Über diesen Endpunkt hinaus fuhren die Wagen ab 16. Dezember 1890 bis Tooting, Totterdown Street.
Neben dem Pferdebahnnetz betrieb die LTC auch einige Pferdeomnibuslinien, die von den Endpunkten der Straßenbahn über die Themsebrücken in die Innenstadt fuhren. Am 24. Juli 1891 pachtete die LTC außerdem eine Pferdebahnstrecke von der Waterloo Station durch die Waterloo Road bis zum St. George’s Circus von den South London Tramways.
Die Strecke nach Brixton war hügelig, sodass bei einigen Steigungen zusätzliche Pferde vorgespannt werden mussten. Die LTC bemühte sich daher schon frühzeitig, einen mechanischen Antrieb einzuführen. Versuche mit einem Dampftriebwagen auf der Strecke zur Victoria Station blieben 1873 erfolglos. 1884 wurde am Highgate Hill im Norden Londons eine Kabelstraßenbahn eröffnet und die LTC fand Gefallen an diesem System. Sie beschloss, die Bahn nach Brixton umzustellen. Gleichzeitig sollte die Bahn über den Brixton Hill und Streatham Hill bis Streatham, Telford Avenue verlängert werden, wo ein neuer Betriebshof mit den Antriebsmaschinen für das Kabel gebaut wurde. Das stadtseitige Ende der Kabelstrecke befand sich in der Brixton Road an der St. Mark’s Church. Anders als beispielsweise bei den San Francisco Cable Cars wurde der Greifarm, mit dem sich der Wagen an das permanent laufende Kabel hängte, nicht in den Wagen selbst eingebaut, sondern statt der Pferde wurde vor die Pferdebahnwagen ein kleiner Wagen gespannt, auf dem der Fahrer saß und den Greifarm bediente. Die Pferdebahnwagen konnten daher ohne Umbauten weitergenutzt werden. Am 7. Dezember 1892 ging die zweite Londoner Kabelstraßenbahn in Betrieb. Trotz Protesten der Anwohner, die den Lärm des unter der Straße laufenden Kabels bemängelten, bewährte sich das System, sodass am 23. November 1895 ein zweites Kabel in Betrieb ging, das die Wagen von der Telford Avenue weiter auf den Streatham Hill und durch die Streatham High Road bis zur Bibliothek an der Pinfold Road zog.
Gemäß dem Straßenbahngesetz von 1870 konnte der London County Council 1892 die ersten Straßenbahnstrecken der LTC zum gegenwärtigen Wert kaufen. Da die LTC dadurch ein zerrissenes Netz der restlichen Strecken hätte betreiben müssen, wehrte sie sich gegen den Kauf und nach jahrelanger Verhandlung kam der Fall vor ein Schiedsgericht. Es wurde entschieden, dass der London County Council den gesamten Betrieb kaufen musste, was zum 1. Januar 1899 erfolgte. Die LTC wurde daraufhin aufgelöst. Am 5. April 1904 wurde die Kabelstraßenbahn nach Streatham stillgelegt und kurz darauf als elektrische Straßenbahn wiedereröffnet. Auch das übrige Streckennetz wurde von 1903 bis 1906 elektrifiziert und war größtenteils noch bis 1952 in Betrieb.

## Liniennetz

### Straßenbahn
Die Linien waren mit Farben gekennzeichnet. Einige Farben waren dabei doppelt vergeben. Die Hauptstrecken wurden in der Regel durch mindestens drei Linien befahren, die im Zentrum an verschiedenen Endpunkten endeten.
| Farbe            | Strecke | Depots                                                         |
| ---------------- | --- | -------------------------------------------------------------- |
| Schokoladenbraun | Blackfriars Bridge – St George’s Circus – Elephant & Castle – Bricklayer’s Arms – New Cross – Deptford – Greenwich                       | Queen’s Road Peckham, Leo Street                               |
| Hellgrün         | Waterloo Station – St George’s Circus – Elephant & Castle – Bricklayer’s Arms – New Cross – Deptford – Greenwich                         | Bowles Road, Leo Street                                        |
| Blau/Weiß        | Westminster Bridge – St George’s Circus – Elephant & Castle – Bricklayer’s Arms – New Cross – Deptford – Greenwich                       | Greenwich (Park Road)                                          |
| Weiß             | Camberwell Green – Walworth – Elephant & Castle – Borough, St George’s Church – Bricklayer’s Arms – Old Kent Road/Asylum Road            | Camberwell Green, Bowles Road                                  |
| Rot              | Blackfriars Bridge – St George’s Circus – Elephant & Castle – Walworth – Camberwell Green – Peckham – New Cross Gate                     | Rye Lane Peckham, Queen’s Road Peckham                         |
| Gelb             | Waterloo Station – St George’s Circus – Elephant & Castle – Walworth – Camberwell Green – Peckham, Rye Lane                              | Camberwell Green, Rye Lane Peckham                             |
| Grün             | Westminster Bridge – St George’s Circus – Elephant & Castle – Walworth – Camberwell Green – Peckham – New Cross Gate                     | Rye Lane Peckham, Queen’s Road Peckham                         |
| Gelb             | Old Kent Road/„Lord Wellington“ – Bricklayer’s Arms – Borough, St George’s Church – Elephant & Castle – Kennington – Brixton – Streatham | Bowles Road, Streatham (Telford Avenue)                        |
| Dunkelblau       | Blackfriars Bridge – St George’s Circus – Elephant & Castle – Kennington – Brixton – Streatham                                           | Kennington (Upper Kennington Lane), Streatham (Telford Avenue) |
| Rot              | Westminster Bridge – Kennington Road – Kennington – Brixton – Streatham                                                                  | Kennington (Upper Kennington Lane), Streatham (Telford Avenue) |
| Grün             | Victoria Station – Vauxhall Bridge (Nordseite)                                                                                           | Victoria (Vauxhall Bridge Road)                                |
| Grün             | Vauxhall Bridge (Südseite) – Kennington – Camberwell Green                                                                               | Camberwell Green                                               |
| Dunkelgrün       | Blackfriars Bridge – St George’s Circus – Elephant & Castle – Kennington – Clapham – Balham – Tooting                                    | Clapham (Plough), Clapham (High Street), Balham (Marius Road)  |
| Rot              | Waterloo Station – St George’s Circus – Elephant & Castle – Kennington – Clapham – Balham – Tooting                                      | Clapham (Plough), (Clapham High Street), Balham (Marius Road)  |
| Braun            | Westminster Bridge – Kennington Road – Kennington – Clapham – Balham – Tooting                                                           | Clapham (Plough), Clapham (High Street), Balham (Marius Road)  |

Im Betriebshof in Walworth (Penrose Street) befanden sich die Hauptwerkstätten der Bahngesellschaft. Wagen aller Linien wie auch der Pferdeomnibusfuhrpark wurden hier gewartet und konnten gegebenenfalls von hier aus eingesetzt werden. Eine kleine Abstellhalle diente hier auch als reguläres Depot für die Wagen aller Linien.

### Omnibusverkehr
Die Pferdeomnibusse waren in vier Betriebshöfen, nämlich in der Chicheley Street (nahe der Westminster Bridge), der Lawson Street (Ecke Great Dover Street) und der Ewer Street (in Southwark) sowie im Straßenbahnbetriebshof Victoria (Vauxhall Bridge Road) stationiert. Sie verkehrten anfangs auf folgenden Linien:
- Vauxhall Bridge (Nordseite) – Vauxhall Bridge (Südseite) (Depot Victoria)
- Victoria Station – Vauxhall Bridge – Kennington Lane – Elephant & Castle (Depot Victoria)
- Westminster Bridge – Whitehall – Bahnhof Charing Cross (Depot Chicheley Street)
- Waterloo Bridge – Strand (Depot Chicheley Street)
- Blackfriars Bridge – Ludgate Circus (Depot Chicheley Street)

Später kamen weitere Linien und die beiden Depots in der Lawson Street und Ewer Street hinzu.

### Nachtverkehr
Obwohl es schon bei den London Tramways Pläne zur Einführung eines durchgehenden Nachtverkehrs gegeben hatte, wurde dieses Vorhaben erst ab Februar 1899 durch den London County Council umgesetzt. Dies betraf vier Straßenbahnlinien und auch zwei Omnibuslinien.